# باتريسيو جيريا
باتريسيو جيريا (بالإسبانية: Patricio Jeria)‏ هو لاعب كرة قدم تشيلي في مركز قلب الدفاع، ولد في 14 مايو 1976 في كونثبثيون في تشيلي. لعب مع لوتا شفاغر ‏.

## وصلات خارجية
- باتريسيو جيريا على موقع قاعدة بيانات كرة القدم.إي يو (الإنجليزية)
- باتريسيو جيريا على موقع Soccerway.com (الإنجليزية)